# Alangium scandens
Alangium scandens är en kornellväxtart som beskrevs av Bloemb. Alangium scandens ingår i släktet Alangium och familjen kornellväxter. Inga underarter finns listade i Catalogue of Life.